# 背奈氏
背奈氏（せなうじ/し、肖奈氏とも）は、「背奈（肖奈）」を氏とする氏族。
高句麗王家後裔の渡来系氏族である。姓は公（きみ）。のち王（こにきし）。高句麗滅亡により王族・背奈福徳が日本に亡命する。生前、福徳は公の姓を称していたが、孫の福信に至ってその一族は朝廷より高麗朝臣の姓を与えられた。肖奈王氏は消奴部の末裔で、『新撰姓氏録』では広開土王の末裔を称している。

## 一族
- 背奈福徳
- 背奈福光‐福徳の子
- 背奈行文‐福徳の子
- 高倉福信‐福光の子（高麗氏・高倉氏始祖）
- 高倉福主‐福光の子
- 高麗福延‐福光の子
- 高麗大山‐行文の子
- 高倉殿継‐大山の子

## 系譜
```
 
広開土大王
　
  ┃　　
（略）
  ┃
 
延興王

  ┃
（略）
  ┃
 
福徳
　　
  ┣━━━┓
 
行文
　　
福光
　　  
  ┃  　　┣━━━┳━━━┓
 
大山
　　
福主
　　
福延
　　
福信

  ┃
 
殿継
```